# Charles Sheeler

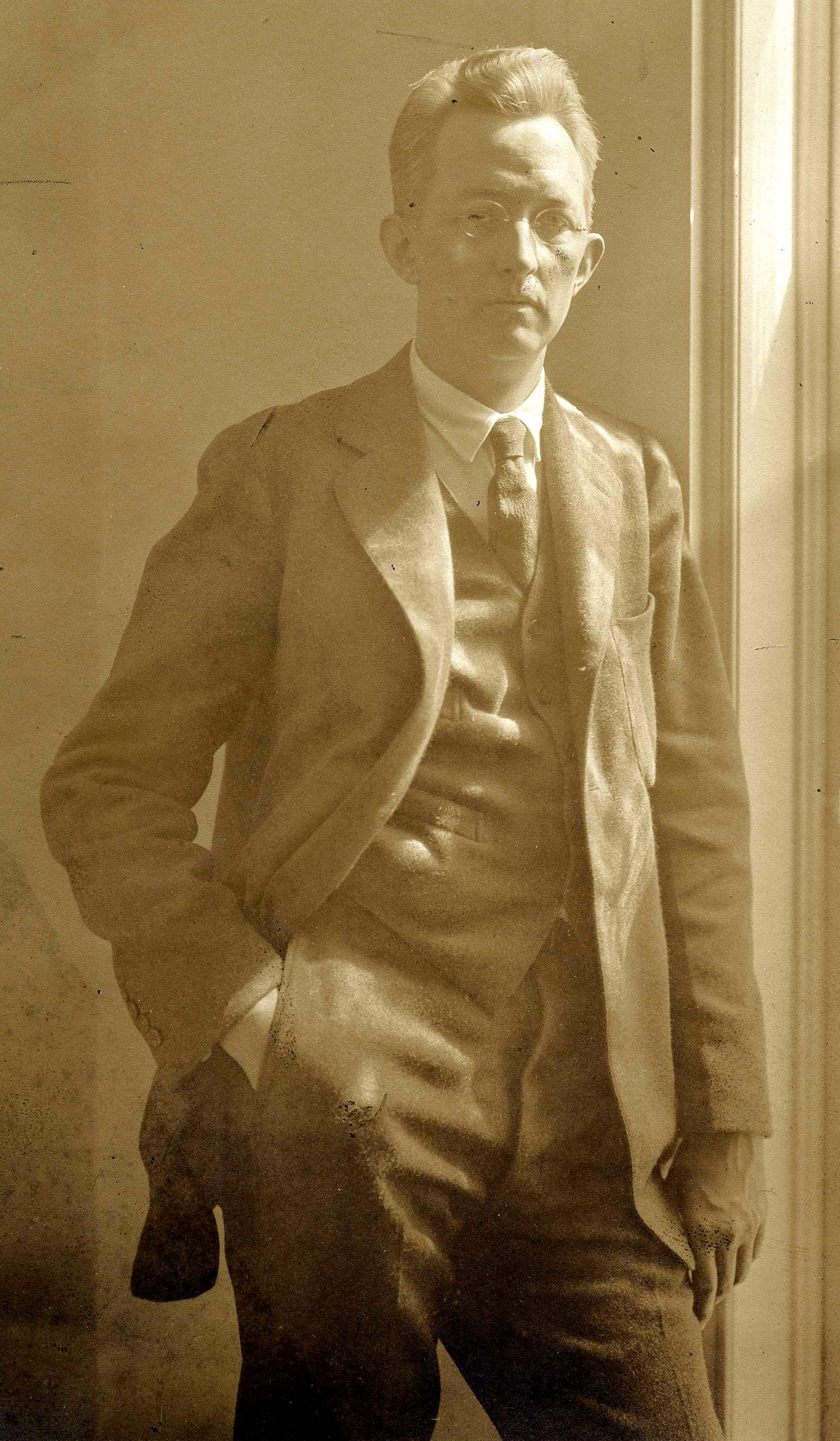
Charles Sheeler ca. 1910

Charles Sheeler (* 16. Juli 1883 in Philadelphia, Pennsylvania; † 7. Mai 1965 in Dobbs Ferry, New York) war ein US-amerikanischer Maler des Realismus. Er gilt als Hauptvertreter des Präzisionismus und als einer der besten Fotografen des 20. Jahrhunderts.

## Leben
Charles Sheeler wurde als Sohn eines Managers einer Dampfschiff-Gesellschaft geboren. Seine Ausbildung erhielt er an der School of Industrial Art in Philadelphia und ab 1903 an der Pennsylvania Academy of the Fine Arts, wo William Merritt Chase sein Lehrer war. 1906 schloss er die Akademie ab und begann als professioneller Fotograf zu arbeiten, da er sich mit der Malerei allein nicht über Wasser halten konnte. 1908 reiste er nach Paris, als dort der Kubismus mit Georges Braque und Pablo Picasso seinen Aufstieg begann. Sheeler mietete 1910 ein Farmhaus namens Worthington in Doylestown, Pennsylvania, das er zusammen mit dem Künstler Morton Schamberg bis zu dessen Tod 1918 bewohnte. 1927 wurde er von der Ford Motor Company beauftragt, ihr Werk in River Rouge, Michigan, zu fotografieren.
1963 wurde er in die American Academy of Arts and Letters gewählt.

## Werk
Sheeler begann seine Karriere als Fotograf; in diesen Arbeiten konzentrierte er sich vor allem auf die Architektur. 1920 drehte er zusammen mit Paul Strand den Kurzfilm Manhatta, einen der ersten künstlerischen Filme der USA. Sein Farmhaus in Doylestown und die Umgebung wurden zu seinen häufigsten Motiven, darunter besonders der Ofen in einem der Zimmer. Markantestes Beispiel ist das Werk The Interior with Stove von 1917.
Das Motiv, das ihm die Arbeit für Ford bot, nannte Sheeler „das mit Abstand Spannendste, mit dem ich bisher arbeiten musste.“ Seinen Durchbruch schaffte Sheeler mit den Ölgemälden American Landscape (1930) und Classic Landscape (1931). Beide zeigen Fabrikgebäude, was die Namensgebung besonders des letzteren Werkes zu einem Statement gegen die traditionelle Landschaftsmalerei macht.
1938 beauftragte die Zeitschrift Fortune Sheeler mit der Ausführung von sechs Gemälden, die „das Leben in Formen widerspiegeln und das feste Muster des menschlichen Geistes nachzeichnen.“ Sheeler kam diesem Auftrag nach, indem er zunächst ein Jahr lang mit der Kamera auf die Suche nach Inspiration ging und schließlich die Gemälde Primitive Power (ein Wasserrad), Steam Turbine, Rolling Power, Suspended Power (eine Wasserturbine), Yankee Clipper (ein Flugzeug) und Conversation: Sky and Earth (einen Staudamm) lieferte. Die Werke wurden in der Dezemberausgabe des Jahres 1940 abgedruckt.
Sheeler, dem bekennenden Präzisionisten, wurde immer wieder vorgeworfen, dass er schlicht das male, was er zuvor fotografiert habe. Wie man aber z. B. an dem oben genannten Gemälde Rolling Power von 1939 erkennen kann, das die Räder und das Antriebsgestänge einer Lokomotive zeigt, stellen die Gemälde ein idealisiertes Abbild der Wirklichkeit dar, ohne den Schmutz und die Abnutzung, die auf der Fotografie zu sehen waren.